# Salloomt Peak
Salloomt Peak är en bergstopp i Kanada.   Den ligger i provinsen British Columbia, i den sydvästra delen av landet, 3 700 km väster om huvudstaden Ottawa. Toppen på Salloomt Peak är 1 850 meter över havet, eller 324 meter över den omgivande terrängen. Bredden vid basen är 1,9 km.
Terrängen runt Salloomt Peak är huvudsakligen mycket bergig. Trakten runt Salloomt Peak är nära nog obefolkad, med mindre än två invånare per kvadratkilometer.. 
I omgivningarna runt Salloomt Peak växer i huvudsak barrskog.